# Daxata camelus
Daxata camelus là một loài bọ cánh cứng trong họ Cerambycidae.